# Hvidebæk Kommune
| Strukturdaten       | Strukturdaten      |
| ------------------- | ------------------ |
| Sitz der Verwaltung | Jerslev Sjælland   |
| Fläche              | 98,26 km²          |
| Einwohner           | 5.434 (2004)       |
| Kommune seit 2007   | Kalundborg Kommune |

Hvidebæk Kommune war bis Dezember 2006 eine dänische Kommune im damaligen Vestsjællands Amt im Westen der Insel Seeland. Seit Januar 2007 ist sie zusammen mit der “alten” Kalundborg Kommune, der Bjergsted Kommune, der Gørlev Kommune und der Høng Kommune Teil der neuen Kalundborg Kommune.